# Herman Shumlin
Herman Shumlin (Atwood, 6 dicembre 1898 – New York, 4 giugno 1979) è stato un regista statunitense.
Per il cinema diresse Quando il giorno verrà (1943), candidato all'Oscar al miglior film nel 1944, e L'agente confidenziale (1945).